# Язу (племе)
Язу (на английски: Yazoo) е малко северноамериканско индианско племе, което по време на контакта с европейците живее в общо 5 села в долното течение на река Язу в Мисисипи. Тясно свързани с другите племена по реката като туника, короа и тиу. Заради тези връзки се предполага, че са говорели език туника, още повече че има доказателства за наличието на звука „р“ в езика им.
За пръв път ги споменава Рене Робер дьо Ла Сал през 1682 г. През 1699 г. френските мисионери основават мисия сред съседните туника. По това време язу, както и по-многобройните чикасо са под влиянието на английските търговци от Каролина. През 1702 г. язу и короа унищожават мисията. През 1718 г. французите издигат военен пост при устието на река Язу като превантивна мярка срещу враждебните чикасо. През 1727 г. е основана и йезуитска мисия в близост. Мисията просъществува до избухването на |натчезкото въстание през 1729 г. На 29 ноември 1729 г. язу се присъединяват към натчезите и убиват френския гарнизон и мисионерите, намиращи се във форта. По време на въстанието натчезите и техните съюзници за кратко време убиват над 200 французи. Войната се оказва пагубна за съюзническите племена. Първоначално французите се оттеглят обратно в Ню Орлиънс, но след това се организират и заедно с помощта на мощните чокто разгромяват въстаниците. След войната всичко, което остава от язу е около 40 войни и семействата им и то заедно с оцелелите короа. Постепенно и тези оцелели са абсорбирани от чикасо или чокто и язу престават да съществуват като племе.
1. 1 2  
 Goddard, Ives и др. „Small Tribes of the Western Southeast in Handbook of North American Indians“. Т. 14 Southeast. Washington D.C, Smithsonisn Institution, 2004. с. 174.